# Championnats du monde de patinage de vitesse sur piste courte 2018
Navigation
Édition précédente Édition suivante
Les Championnats du monde de patinage de vitesse sur piste courte 2018 se déroulent à Montréal au Canada entre le 16 mars 2018 et le 18 mars 2018. L'évènement est géré par l'Union internationale de patinage.
Il y a douze épreuves au total : six pour les hommes et six pour les femmes. Les différentes distances sont le 500 mètres, le 1 000 mètres, le 1 500 mètres, le 3 000 mètres, le relais de 3 000 mètres (5 000 mètres pour les hommes) et un titre décerné au meilleur patineur sur l'ensemble des épreuves.

## Palmarès
| Épreuves        | Or                                                                          | Or             | Argent                                                                       | Argent         | Bronze                                                                                 | Bronze         |
| --------------- | --------------------------------------------------------------------------- | -------------- | ---------------------------------------------------------------------------- | -------------- | -------------------------------------------------------------------------------------- | -------------- |
| Hommes          |                                                                             |                |                                                                              |                |                                                                                        |                |
| 500 m           | Hwang Dae-heon Corée du Sud                                                 | 40 s 742       | Ren Ziwei Chine                                                              | 40 s 805       | Semion Elistratov Russie                                                               | 40 s 827       |
| 1 000 m         | Charles Hamelin Canada                                                      | 1 min 22 s 249 | Lim Hyo-jun Corée du Sud                                                     | 1 min 22 s 283 | Sjinkie Knegt Pays-Bas                                                                 | 1 min 22 s 413 |
| 1 500 m         | Charles Hamelin Canada                                                      | 2 min 12 s 982 | Lim Hyo-jun Corée du Sud                                                     | 2 min 13 s 157 | Semion Elistratov Russie                                                               | 2 min 13 s 312 |
| 3 000 m         | Shaolin Sándor Liu Hongrie                                                  | 4 min 56 s 515 | Xu Hongzhi Chine                                                             | 4 min 56 s 548 | Semen Elistratov Russie                                                                | 5 min 04 s 633 |
| 5 000 m relais  | Corée du Sud Hwang Dae-heon Kim Do-kyoum Kwak Yoon-gy Lim Hyo-jun Seo Yi-ra | 6 min 44 s 267 | Canada Charle Cournoyer Pascal Dion Samuel Girard Charles Hamelin            | 6 min 44 s 434 | Japon Ryosuke Sakazume Kazuki Yoshinaga Keita Watanabe Hiroki Yokoyama                 | 6 min 44 s 587 |
| Toutes épreuves | Charles Hamelin Canada                                                      | 81 pts         | Shaolin Sándor Liu Hongrie                                                   | 45 pts         | Hwang Dae-heon Corée du Sud                                                            | 44 pts         |
| Femmes          |                                                                             |                |                                                                              |                |                                                                                        |                |
| 500 m           | Choi Min-jeong Corée du Sud                                                 | 42 s 845       | Natalia Maliszewska Pologne                                                  | 43 s 441       | Qu Chunyu Chine                                                                        | 43 s 527       |
| 1 000 m         | Shim Suk-hee Corée du Sud                                                   | 1 min 29 s 316 | Sofia Prosvirnova Russie                                                     | 1 min 29 s 352 | Li Jinyu Chine                                                                         | 1 min 29 s 580 |
| 1 500 m         | Choi Min-jeong Corée du Sud                                                 | 2 min 23 s 351 | Shim Suk-hee Corée du Sud                                                    | 2 min 23 s 468 | Kim Boutin Canada                                                                      | 2 min 23 s 592 |
| 3 000 m         | Choi Min-jeong Corée du Sud                                                 | 4 min 58 s 939 | Li Jinyu Chine                                                               | 4 min 58 s 950 | Kim A-lang Corée du Sud                                                                | 4 min 58 s 986 |
| 3 000 m relais  | Corée du Sud Choi Min-jeong Kim A-lang Kim Ye-jin Lee Yu-bin Shim Suk-hee   | 4 min 07 s 569 | Pays-Bas Suzanne Schulting Yara van Kerkhof Lara van Ruijven Rianne de Vries | 4 min 09 s 054 | Canada Kim Boutin Kasandra Bradette Jamie Macdonald Valérie Maltais Marianne St-Gelais | 4 min 09 s 198 |
| Toutes épreuves | Choi Min-jeong Corée du Sud                                                 | 110 pts        | Shim Suk-hee Corée du Sud                                                    | 63 pts         | Li Jinyu Chine                                                                         | 39 pts         |

## Tableau des médailles
| Rang | Nation       | Or | Argent | Bronze | Total |
| ---- | ------------ | -- | ------ | ------ | ----- |
| 1    | Corée du Sud | 8  | 4      | 2      | 14    |
| 2    | Canada       | 3  | 1      | 2      | 6     |
| 3    | Hongrie      | 1  | 1      | 0      | 2     |
| 4    | Chine        | 0  | 3      | 3      | 6     |
| 5    | Russie       | 0  | 1      | 3      | 4     |
| 6    | Pays-Bas     | 0  | 1      | 1      | 2     |
| 7    | Pologne      | 0  | 1      | 0      | 1     |
| 8    | Japon        | 0  | 0      | 1      | 1     |